# کاسه نقره‌ای چیلک
کاسه نقره‌ای چیلِک که در نزدیکی سمرقند کشف شده، به عنوان معروف‌ترین نمونه هنر هپتالیان شناخته می‌شود و به‌ویژه به هون‌های آلخون در جنوب هندوکش و اواخر قرن پنجم میلادی مربوط است. این کاسه شش رقاص را با لباس هندی، روبان‌های ایرانی و سرهای کوتاه هپتالی نشان می‌دهد و احتمالاً در هند به سفارش آلخون‌ها ساخته شده است. در ته کاسه، تصویر مردی با جمجمه کشیده و روبان سلطنتی به سبک ساسانی دیده می‌شود، که به دوران خنگیلا بازمی‌گردد. این سبک از نمونه‌های نقره‌ای ساسانی و نهایتاً هخامنشی الهام گرفته شده و به‌عنوان «پساساسانی» شناخته می‌شود.